# Anonymus (geslacht)
Anonymus is een geslacht van platwormen (Platyhelminthes) van de familie Anonymidae. De wormen zijn tweeslachtig. De soorten leven in het zoute water.
De wetenschappelijke naam van het geslacht werd voor het eerst geldig gepubliceerd in 1998 door Holleman.

## Soorten
Deze lijst van 3 stuks is mogelijk niet compleet.
- A. kaikourensis (Holleman, 1998)
- A. multivirilis (Holleman, 1998)
- A. virilis (Lang, 1884)